# The Big 10
The Big 10 – dziewiąty solowy mixtape amerykańskiego rapera o pseudonimie artystycznym 50 Cent. Został wydany 9 grudnia 2011 roku.
Jedynym singlem był utwór "Wait Until Tonight", wydany 20 grudnia 2011 r. na iTunes. Nie był notowany na listach przebojów. Na albumie gościli Tony Yayo, Kidd Kidd, raperka Precious Paris i piosenkarka Twanée.

## Lista utworów
| Nr | Tytuł                                          | Producent     | Czas |
| -- | ---------------------------------------------- | ------------- | ---- |
| 1  | "Intro (Skit) / Body On It"                    | Jake One      | 4:24 |
| 2  | "Niggas Be Schemin'" (featuring Kidd Kidd)     | Twice as Nice | 4:10 |
| 3  | "Queens, NY" (featuring Precious Paris)        | EQ            | 3:19 |
| 4  | "Skit / I Just Wanna" (featuring Tony Yayo)    | D.R.U.G.S.    | 4:21 |
| 5  | "Shooting Guns" (featuring Kidd Kidd & Twanée) | DJ Khalil     | 3:23 |
| 6  | "Put Your Hands Up"                            | Jahlil Beats  | 2:27 |
| 7  | "Wait Until Tonight"                           | Scoop DeVille | 2:51 |
| 8  | "Skit / You Took My Heart"                     | Trox          | 3:23 |
| 9  | "Off & On"                                     | Street Radio  | 2:40 |
| 10 | "Nah, Nah, Nah" (featuring Tony Yayo)          | KY Miller     | 3:41 |
| 11 | "Stop Cryin'" (bonus track)                    | !llmind       | 2:54 |
| 12 | "Outro (Skit)"                                 |               | 0:36 |